# Кубок Австрії з футболу 1935—1936
Кубок Австрії з футболу 1935—1936 — 18-й офіційний розіграш турніру. Переможцем змагань всьоме загалом і вдруге підряд став столичний клуб «Аустрія».

## Чвертьфінали
| Команда 1          | Рахунок | Команда 2 |
| ------------------ | ------- | --------- |
| 18 квітня 1936     |         |           |
| «Лібертас»         | 3:2     | «Штурм»   |
| 19 квітня 1936     |         |           |
| «Адміра»           | 1:5     | «Аустрія» |
| «Вієнна»           | 6:0     | «Ваккер»  |
| «Вінер Шпорт-Клуб» | 2:1     | «Відень»  |

## Півфінали
| Команда 1      | Рахунок | Команда 2          |
| -------------- | ------- | ------------------ |
| 22 травня 1936 |         |                    |
| «Аустрія»      | 1:0     | «Вінер Шпорт-Клуб» |
| «Вієнна»       | 3:1     | «Лібертас»         |

## Фінал
| 21 травня 1936 |

| «Аустрія»                    | 3 — 0  | «Вієнна» |
| ---------------------------- | ------ | -------- |
| 2', 22' Єрусалем 6' Сінделар | (Звіт) |          |

| «Пратер», Відень Глядачів: 15 000 Арбітр: Ганс Франкенштайн |

| Аустрія                                 |                  |
|                                         |                  |
| ВР                                      | Рудольф Церер    |
| ЗХ                                      | Карл Андріц      |
| ЗХ                                      | Вальтер Науш     |
| ПЗ                                      | Карл Адамек      |
| ПЗ                                      | Ганс Мок         |
| ПЗ                                      | Карл Галль       |
| НП                                      | Франц Ріглер     |
| НП                                      | Йозеф Штро       |
| НП                                      | Маттіас Сінделар |
| НП                                      | Камілло Єрусалем |
| НП                                      | Рудольф Фіртль   |
| Тренер:                                 |                  |
| Роберт Ланг / Єне Конрад / Вальтер Науш |                  |

| Вієнна                        |                  |
|                               |                  |
| ВР                            | Віктор Гавлічек  |
| ЗХ                            | Карл Райнер      |
| ЗХ                            | Віллібальд Шмаус |
| ПЗ                            | Отто Каллер      |
| ПЗ                            | Леопольд Гофманн |
| ПЗ                            | Леонард Маху     |
| НП                            | Йозеф Мольцер    |
| НП                            | Густав Поллак    |
| НП                            | Фрідріх Гшвайдль |
| НП                            | Вільгельм Голек  |
| НП                            | Франц Ердль      |
| Тренер:                       |                  |
| Отто Пешль / Фрідріх Гшвайдль |                  |